# Mirnoje (Kraj Stawropolski)
Mirnoje (ros. Мирное) – wieś w Rosji, w Kraju Stawropolskim, w rejonie błagodarnieńskim. W 2010 liczyła 1323 mieszkańców.